# John Bell (medico)
John Bell (Edimburgo, 1763 – Roma, 1820) è stato un chirurgo scozzese.
Fratello di Charles Bell e autore di trattati quali L'anatomia del corpo umano (1802) e Principi di chirurgia (1808), fondò nel 1790 una propria scuola anatomica nella città natale.
Nel 1800 fu costretto a chiudere ed emarginato dalla comunità scientifica; nel 1817 Bell si trasferì nell’odiata Italia.